# Cichlasoma amazonarum
Cichlasoma amazonarum es una especie de peces de la familia Cichlidae en el orden de los Perciformes.

## Morfología
Los machos pueden llegar alcanzar los 11,4 cm de longitud total.

## Distribución geográfica
Se encuentran en Sudamérica: cuenca del río Amazonas (desde Perú hasta la desembocadura). También en la Guayana Francesa y Amapá (Brasil).